# Ragazza con paesaggio
Ragazza con paesaggio (Girl in Landscape) è un romanzo del 1998, il quarto pubblicato da Jonathan Lethem.
Lethem scrive un romanzo di fantascienza ma anche una storia di perdita e abbandono, confondendo volutamente i generi.

## Trama
Coney Island, la spiaggia popolare di Brooklyn, in un pianeta Terra privo dello strato di ozono, dove gli esseri umani sopravvivono grazie a particolari tendine portatili. Pella Marsh, quattordicenne, e i suoi due fratellini, giocano con la madre al riparo da un sole che li potrebbe uccidere. La madre poco dopo muore di un tumore al cervello e la famiglia si trasferisce sul pianeta degli Archbuilders, guidata dal padre Clement, un politico locale che è appena stato sconfitto in un'importante elezione.
Nel pianeta alieno ciò che resta della famiglia Marsh si sfalda sotto i colpi di una realtà incomprensibile. Gli Archbuilders sono il poco affidabile residuo di una civiltà superiore che si è allontanata dal pianeta, lasciandosi dietro rovine e oblio. Clement, il padre di Pella, di sconfitta in sconfitta, finisce destituito di ogni autorità. I fratellini - abbandonati a sé stessi - si lasciano coinvolgere dagli altri ragazzini della colonia terrestre, in giochi ambigui.
Pella rimane quindi da sola a fronteggiare un mutamento imprevedibile, del suo corpo e della percezione, causato dalla crescita forzata e dallo strano effetto del virus degli Archbuilders. A quattordici anni è completamente esposta di fronte ad un uomo adulto e violento, Efram, abituato a dettare le proprie regole alla comunità, che resta però affascinato dall'intensità della sua disperazione di adolescente.

## Edizioni
- Jonathan Lethem, Ragazza con paesaggio, traduzione di Andrea Buzzi, collana I mirti, Marco Tropea Editore, 2006,  p. 286.